# Herb województwa kieleckiego (1975–1998)

Herb województwa kieleckiego

Herb województwa kieleckiego przedstawiał na tarczy czwórdzielnej w krzyż: w polu pierwszym - błękitnym, podwójny krzyż złoty z krótszym wyższym ramieniem; w polu drugim - czerwonym, orzeł biały zwrócony w prawo, z rozpostartymi skrzydłami, ze złotym dziobem i złotymi szponami; w polu trzecim - czerwonym, cztery srebrne pasy tej samej szerokości; w polu czwartym - błękitnym, dziewięć identycznych gwiazd sześcioramiennych złotych, w trzech rzędach po trzy.
Herb został ustanowiony Rozporządzeniem Nr 17/97 Wojewody Kieleckiego z dnia 28 października 1997 r. w sprawie ustanowienia herbu województwa kieleckiego.
Po likwidacji województwa kieleckiego, identyczny herb ustanowiono dla województwa świętokrzyskiego, który obowiązywał w latach 1999-2013.